# Кињо
Кињо (фр. Cugnaux) насеље је и општина у јужној Француској у региону Миди Пирене, у департману Горња Гарона која припада префектури Тулуз.
По подацима из 2011. године у општини је живело 16.049 становника, а густина насељености је износила 1233,59 становника/km². Општина се простире на површини од 13,01 km². Налази се на средњој надморској висини од 165 метара (максималној 170 m, а минималној 150 m).

## Демографија
| 1962. | 1968. | 1975. | 1982. | 1990.  | 1999.  | 2011.  |
| ----- | ----- | ----- | ----- | ------ | ------ | ------ |
| 2.989 | 5.228 | 9.516 | 9.461 | 11.311 | 12.997 | 16.049 |

График промене броја становника у току последњих година